# Persécution
Pour les articles homonymes, voir Persécution (homonymie).

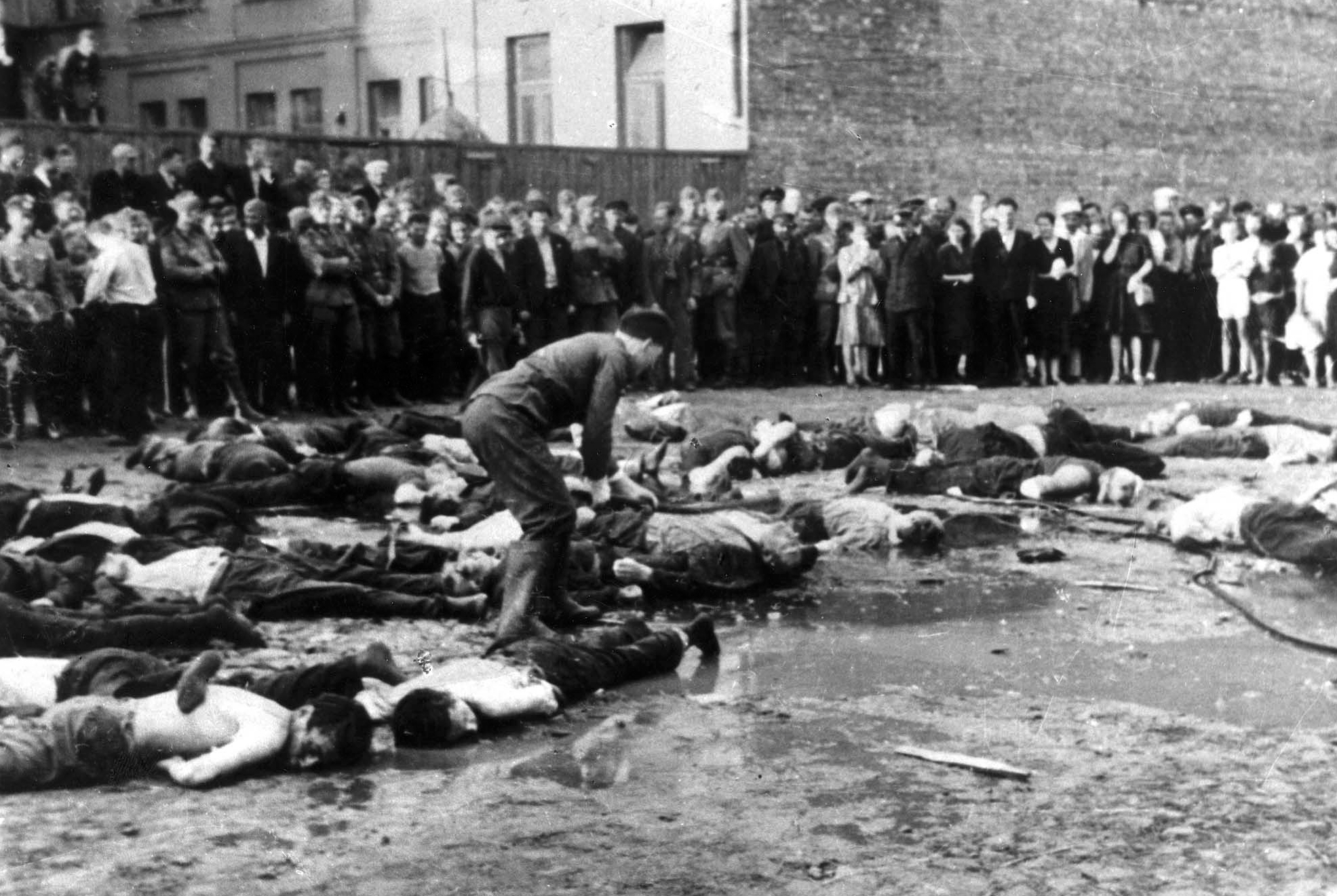
Massacre du garage Lietukis : 68 Juifs de Lituanie tués en public le 27 juin 1941 dans le garage Lietukis, à l'est de Kaunas.

Une persécution est un type d'oppression consistant à appliquer à une personne ou un groupe de personnes des mesures ou des traitements injustes, violents ou cruels pour des raisons d'ordre idéologique, politique, religieux, sexuel ou encore racial. Il est aussi un terme en psychiatrie désignant le type de délire de persécution.
Issu du latin persequor qui désigne initialement le fait de « poursuivre » lors de l'instruction judiciaire, les chrétiens le chargent d'une connotation éthique pour faire du latin ecclésiastique persecutio une  « oppression contre les chrétiens », une poursuite injuste, arbitraire, cruelle et persistante, ce qui est toujours la définition actuelle par les juristes.

## Histoire
- Persécutions religieuses
- Persécutions des chrétiens
  - L'histoire canonique envisage dix vagues de persécutions  durant l'Empire romain : 
    - La persécution de  Néron (54-68)
    - La persécution de Domitien (81–96)
    - La persécution de Trajan (98–117)
    - La persécution de Marc Aurèle (161–180)
    - La persécution  de Septime Sévère (193–211)
    - La persécution de Maximin le Thrace (235–238)
    - La persécution de Dèce (249–251), martyre de saint Fabien
    - La persécution de Valérien (253–260), martyre de saint Laurent  et Cyprien de Carthage
    - La persécution d'Aurélien (270–275)
    - La persécution de Dioclétien (284–305)
- Persécution des Juifs pendant  la première croisade
- Persécution des homosexuels en Tchétchénie